# Võ sĩ đạo cuối cùng
Võ sĩ đạo cuối cùng hay Võ sĩ Samurai cuối cùng (tựa tiếng Anh: The Last Samurai) là một bộ phim lịch sử - chiến tranh Mỹ được sản xuất năm 2003. Bộ phim lấy bối cảnh cuộc Minh Trị Duy tân của Đế quốc Nhật Bản, khi Thiên hoàng Minh Trị quyết định canh tân đất nước và mở cửa cho phương Tây, vô tình đã làm hủy hoại những văn hóa lâu đời của người Nhật. Nội dung phim dựa trên cuộc chiến tranh Tây Nam giữa triều đình Minh Trị và quân samurai vùng Satsuma do Saigō Takamori lãnh đạo. Ngoài ra, nội dung phim cũng dựa trên câu chuyện về Jules Brunet, một đại úy quân đội Pháp đã chiến đấu cùng Enomoto Takeaki vào đầu cuộc chiến tranh Boshin.

## Nội dung

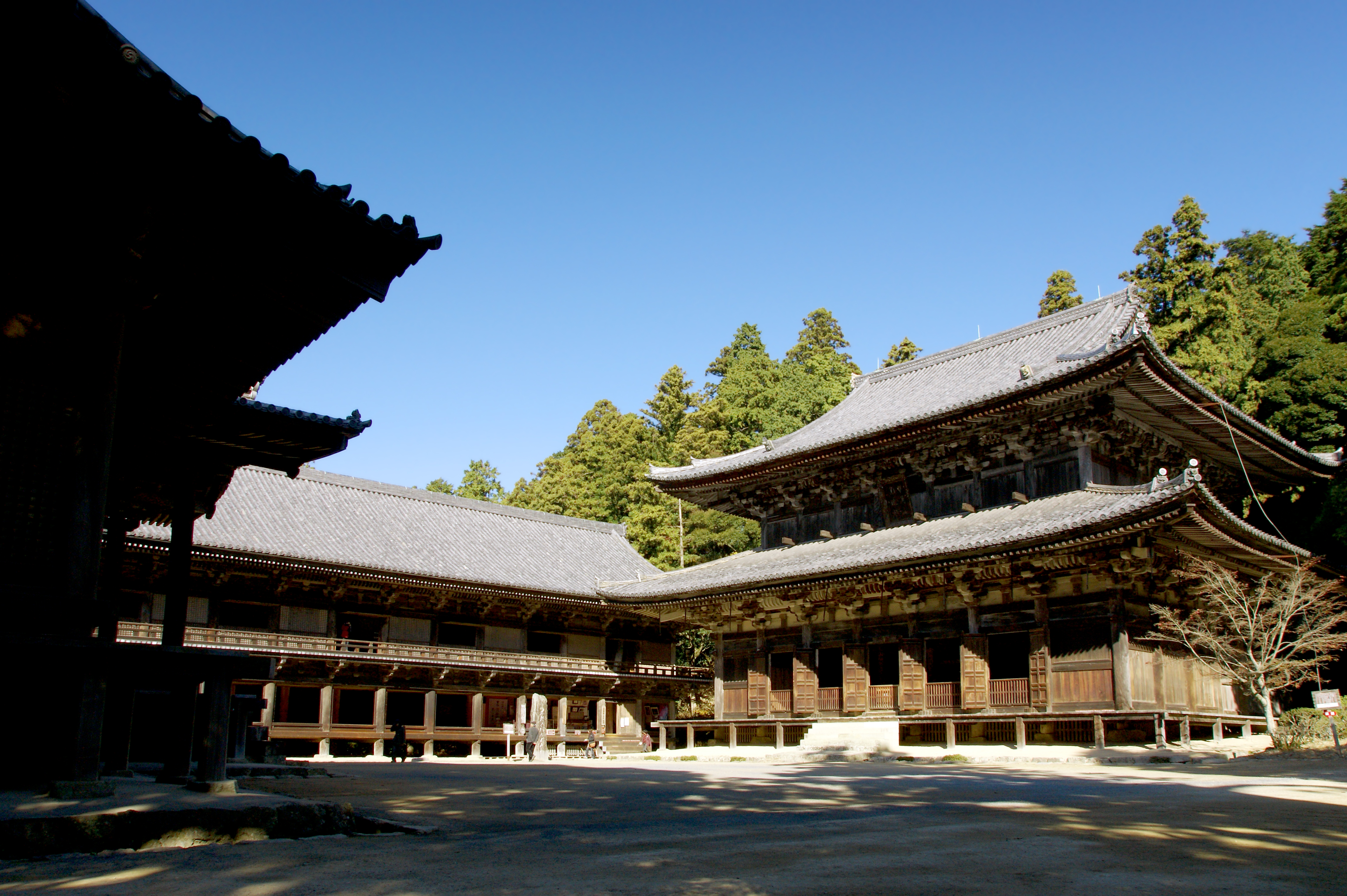
Chùa Engyō-ji ở Himeji (Hyōgo, Nhật Bản) được dùng để quay các cảnh căn cứ của Katsumoto.

Chuyện phim kể về chuyến phiêu lưu của Đại úy Nathan Algren (Tom Cruise) trên Đế quốc Nhật Bản. Nathan Algren được mời tới làm cố vấn cho triều đình Thiên hoàng Minh Trị (Nakamura Shichinosuke II). Algren giữ vai trò là cố vấn quân sự và huấn luyện quân đội, nhưng những trận chiến anh từng tham gia dường như quá xa xôi và phù phiếm.
Năm 1876, đất nước Nhật Bản có những thay đổi lớn lao về kinh tế, chính trị và xã hội, đặc biệt từ sau cuộc Minh Trị Duy tân, khiến đời sống người dân bị xáo trộn mạnh mẽ. Thiên hoàng Minh Trị có thông điệp vĩ đại trước triều đình như sau:
| “                      | Tổ tiên ta đã cai trị nước Nhật này từ 2.000 năm qua. Trong suốt thời gian đó, chúng ta đã ngủ vùi. Đêm qua, khi ngủ ta đã nằm mơ. Mơ thấy thống nhất đất nước. Mơ thấy một đất nước hùng mạnh, độc lập và hiện đại. | ” |
| — Minh Trị Thiên hoàng | |   |

Thiên hoàng bấy giờ còn non trẻ, nên nhà tài phiệt Omura (Harada Masato) dễ mà xỏ mũi, lấn lướt. Omura là một viên đại thần bán nước, vinh thân phì gia, câu kết với ngoại bang, lại còn mượn chiêu bài canh tân quốc gia, quân đội mà bắt Thiên hoàng phải làm theo ý mình. Nhưng bên cạnh đó, những cái mới của phương Tây không làm cho Thiên hoàng Minh Trị hoa mắt:
| “                      | Giờ đây chúng ta đã thức giấc. Chúng ta nay đã có đường sắt, đại pháo và quần áo phương Tây. Thế nhưng, chúng ta không được phép quên chúng ta là ai, đến từ đâu… | ” |
| — Minh Trị Thiên hoàng | |   |

Những cải cách của triều đình Minh Trị đã không đem lại lợi ích cho tầng lớp samurai: họ không còn được tôn sùng như trước nữa, lại bị tước bỏ nhiều đặc quyền vốn có. Điều này đã khiến cho một làn sóng bất bình nổi lên. Người chiến binh Katsumoto Moritsu (Watanabe Ken), vốn là một trung thần, đã lãnh đạo một lực lượng nổi dậy đấu tranh với triều đình Đế quốc Nhật Bản. Trong khi đánh dẹp quân nổi dậy, Algren bại trận và bị bắt làm tù binh. Trong quá trình tiếp xúc với những samurai, người tù binh Algren đã trở nên say mê những đường kiếm tuyệt diệu của họ. Dần dần, anh trở nên thân thiết với gia đình Katsumoto dù trước đó anh từng là kẻ thù giết em rể của ông. Một đêm, khi mọi người đang xem một vở hài kịch, một nhóm sát thủ ninja tấn công ngôi làng của các chiến binh samurai. Các samurai đã đánh tan nát nhóm ninja kia, nhưng cũng phải chịu tổn thất nặng nề. Algren cho rằng chính quan đại thần Omura đã ra lệnh cho nhóm ninja trên tấn công, nhưng thủ lĩnh Katsumoto không tin.
Thế rồi, vườn hoa anh đào nở rộ, bông tuyết tan chảy, bước sang mùa xuân năm 1877. Thiên hoàng ra sắc lệnh mới đòi trao trả tù binh và Katsumoto được vào chầu vua. Tại kinh đô Tōkyō, Katsumoto không thuyết phục được Thiên hoàng giữ lấy truyền thống văn hóa Nhật Bản, lại còn bị bắt giữ trong một buổi họp. Algren cũng chia tay những người bạn tốt mà trở lại Tōkyō. Về đến kinh đô, anh được cử đi trấn áp phe Katsumoto, anh dứt khoát chối từ và tìm cách giúp những samurai chân chính. Cùng với người bạn là Simon Graham (Timothy Spall) và những chiến binh samurai dưới trướng Katsumoto, Algren đã cứu được Katsumoto và đưa ông về căn cứ của quân nổi dậy.
Sau đó, Algren cùng thủ lĩnh Katsumoto tổ chức đội quân võ sĩ đạo để đối phó với quân đội triều đình được trang bị đầy đủ hỏa khí. Với ý chí quân nhân và tinh thần võ sĩ đạo, Algren đã thuyết phục Thiên hoàng Minh Trị không quay lưng lại với nền văn hóa lâu đời của nước Nhật.
Cuối cùng một trận chiến đã xảy ra giữa đội quân bạo loạn của các samurai với Lục quân Đế quốc Nhật Bản, được sự giúp đỡ của người Mỹ. Tuy phiến quân samurai có kỹ thuật và vũ khí thô sơ nhưng tinh thần võ sĩ đạo không sợ chết và cách đánh quân dàn trận dày dặn kinh nghiệm đã giúp họ đánh bại súng đạn của đối phương. Khi vào khúc cuối của trận chiến, tưởng chừng như các samurai đã gần thắng nhưng Lục quân Đế quốc dùng súng máy hạng nặng nã đạn tới tấp vào đội quân samurai. Vì nỗi nhục thất bại và tuân theo tinh thần võ sĩ đạo, Katsumoto nhờ Algren giúp ông thực hiện nghi thức seppuku (mổ bụng tự sát); Algren đồng ý, thế là cuộc đời của người chiến binh Katsumoto kết thúc. Trước cảnh tượng này, binh lính Lục quân Đế quốc đều quỳ xuống trước Katsumoto, tỏ lòng kính phục người samurai thất thế. Trong số quân nổi dậy, Algren là người duy nhất còn sống sót. Khi bị dẫn về gặp Thiên hoàng Minh Trị, Algren quỳ xuống và dâng thanh kiếm của Katsumoto cùng với "tất cả những gì chứa đựng trong nó" cho Thiên hoàng, tỏ ra mình và Katsumoto vẫn một mực trung thành với Thiên hoàng. Cuối cùng, khi nghe kể về công lao của người chiến binh Katsumoto, Thiên hoàng Minh Trị đã rơi nước mắt. Thiên hoàng nhận ra lẽ phải và quyết định ra lệnh duy trì truyền thống vốn có và lâu đời của tầng lớp samurai. Ngoài ra, Thiên hoàng cũng nhận ra mình không phải là vị vua bù nhìn của nhà tài phiệt Omura, và buộc Omura phải rời khỏi triều đình.

## Diễn viên
- Tom Cruise vai Nathan Algren
- Watanabe Ken vai Katsumoto Moritsu
- Shin Koyamada vai Nobutada
- Tony Goldwyn vai Đại tá Bagley
- Harada Masato vai Omura
- Nakamura Shichinosuke II vai Thiên hoàng Minh Trị
- Hiroyuki Sanada vai Ujio
- Timothy Spall vai Simon Graham
- Seizo Fukumoto vai Samurai im lặng
- Koyuki vai Taka
- Billy Connolly vai Zebulon Gant
- Shun Sugata vai Nakao

## Giải thưởng
Phim giành giải phim ngoại ngữ hay nhất Giải Viện Hàn lâm Nhật Bản, một số giải quốc tế, và được đề cử 4 giải Oscar, và 3 giải Quả cầu vàng. Tuy nhiên ở Mỹ, phim cũng có bị chỉ trích nội dung có tính "phân biệt chủng tộc".